# Circo immaginario
Circo immaginario è un album di Rossana Casale pubblicato nel 2006 per Azzurra Music.
Ispirato al romanzo omonimo di Sara Cerri, Circo immaginario.
Prodotto da Rossana Casale e Andrea Zuppini.
Contiene venti brani (14 cantati e 6 strumentali), La Casale intreccia influenze balcaniche e dei paesi dell’Est, il pathos struggente di certe sonorità tzigane, suoni e colori bandistici, atmosfere circensi, temi ispirati alla grande tradizione italiana delle colonne sonore, la forza introspettiva della canzone d’autore francese, la melanconica sensualità di tanghi e milonghe argentine e un felice stile descrittivo che rimanda alla grande vena lirica della musica brasiliana e in particolare a maestri come Cico Buarque o Caetano Veloso.
Gli artisti che animano il Circo immaginario della Casale non sono solo musicisti. In alcuni passaggi chiave della storia, infatti, la voce dei protagonisti è affidata a veri e propri attori. In Dolce Sofia troviamo Pierfrancesco Favino nella parte di Alfredo; Mia Benedetta diventa Micol in “Circo immaginario reprise”; Paolo Briguglia è Victor in “Gioir d’amore” e Carlo Reali è il Groppo (il vecchio clown, personaggio intorno al quale ruota tutta la vicenda), sia ne “Il matto del paese”, che in “Vino divino”. Il ruolo di Sofia in “Polvere di luci”, il brano che di fatto chiude la narrazione, è stato affidato alla bravissima Lola Posani, coetanea di Sofia alla quale, oltre alla voce, regala il volto per la copertina dell’album.
Il DVD contiene la registrazione in studio dei brani Circo, La bella confusione, Gioir d'amore e Dolce Sofia. L'intervista di Vincenzo Mollica a Rossana Casale e Sara Cerri, l'intervista di Sandro Neri ad Andrea Zuppini e il backstage.
Registrato nei mesi di giugno, luglio, settembre e ottobre 2006 al Medastudio di Milano.
Orchestra Sinfonica RADIO TV MOLDOVA diretta dal Maestro Gheorghe Mustea registrata presso lo Studio of Radio TV Moldova a Chisinau, Moldova.

## Tracce
1. La bella confusione (overture) - strumentale (R. Casale)
2. Il battello di carta (R. Casale, S. Cerri)
3. Circo (R. Casale, Kaballà, A. Zuppini)
4. Girasalta (R. Casale)
5. Dentro gli occhi chiusi (R. Casale, S. Cerri, S. Larramedi, A. Zuppini)
6. Il matto del paese (R. Casale)
7. Boscomare (R. Casale, A. Zuppini, B. Madonia)
8. Gioir d'amore (R. Casale)
9. Dolce Sofia (R. Casale, F. Cerri)
10. Vino Divino (M. Fontana)
11. La folle danza di Groppo - strumentale (A. Zuppini)
12. La verità (R. Casale)
13. Girasalta respire - strumentale (R. Casale)
14. La bella confusione (R. Casale)
15. La tempesta - strumentale (A. Zuppini)
16. Il circo immaginario (R. Casale)
17. Il circo immaginario reprise /Dolce Sofia - strumentale (R. Casale)
18. Micol sul filo (R. Casale, S. Cerri, A. Zuppini, M. Rosini)
19. Polvere di luci (R. Casale, A. Zuppini)
20. La bella confusione (Titoli di coda) - strumentale (R. Casale)

## Formazione
- Rossana Casale – voce
- Ivan Ciccarello - batteria, percussioni
- Carmelo Isgrò - contrabbasso
- Mario Rosini - pianoforte
- Andrea Zuppini - chiatarre, mandolino